# Märjamaa (localidad)
Märjamaa es la capital del municipio de Märjamaa en el condado de Rapla, Estonia, con una población censada a final del año 2011 de 2821 habitantes. 
Se encuentra ubicada al oeste del condado, cerca de la frontera con los condados de Lääne y Harju.